# Deron Washington
Deron Washington (* 12. Dezember 1985 in New Orleans, Louisiana) ist ein US-amerikanischer Basketballspieler. Er spielte am College für die Virginia Tech Hokies, das Team der Virginia Tech, bevor er mit dem insgesamt 59. Pick beim NBA-Draft 2008 von den Detroit Pistons ausgewählt wurde.

## Highschool
Washington, der die National Christian Academy in Fort Washington, Maryland absolviert hat, ist der Sohn von Lionel Washington, einem ehemaligen NFL Cornerback und Denise Washington, einer ehemaligen Basketballspielerin der Xavier University of Louisiana.
An der National Academy erzielte Washington als Junior durchschnittlich 11,5 Punkte pro Spiel und 65 Dreier insgesamt, obwohl er bei neun Spielen wegen eines gebrochenen Handgelenks fehlte.
Washington beendete seine Senior-Saison mit durchschnittlich 16,7 Senior Punkte, 10,0 Rebounds, drei Assists und drei Blocks pro Spiel für die NCA.
Nach seinem High-School-Abschluss an der National Christian Academy, entschied er sich für die Virginia Tech, die seit der Saison 1995–1996 das NCAA-Division-I-Basketball-Championship-Tournament nicht mehr erreicht hatten und spielte dort unter dem neuen Cheftrainer Seth Greenberg.

## College

### Freshman Saison
Washington war als Freshman sofort mit dem System der Hokies vertraut und startete in 30 Spiele in seiner ersten Saison. Er beendete die Saison als zweitbester Einzelspieler mit einer Feld-Wurf-Quote von 47,6 % und 4,6 Rebounds. Zudem erzielte 7,9 Punkte pro Spiel, 1,0 Assists pro Spiel, 1,0 Blocks pro Spiel und 1,0 Steals pro Spiel.
Die Hokies beendete die Saison mit Gesamtbilanz von 16-14 und einer Bilanz von 8-8 in der ACC. Sie verloren in der ersten Runde des ACC-Tournament, spielten später noch beim National Invitational Tournament mit. Sie besiegten ihre ersten Gegner, die Temple University, mit 60-50 und verloren nachher gegen die University of Memphis in der zweiten Runde mit 83-62.

### Sophmore Saison
In seiner zweiten Saison wurde Washington viertbester Scorer mit 10,5 Punkten pro Spiel und drittbester Rebounder mit 5,0 Rebounds pro Spiel.
Sein statistisch bestes Spiel war gegen die University Mount Saint Mary’s, wo er acht von zehn Feldwürfen traf und dabei 24 Punkte erzielte. Außerdem erreichte der Sophomore mit zehn Rebounds, fünf Blocks und drei Steals neue Karrierebestleistungen.
Die Virginia Tech beendete die Saison mit einem Gesamtbilanz von 14-16 und 4-12 in der ACC. In der ersten Runde des ACC-Tournament verloren sie gegen die Virginia Cavaliers.

### Junior Saison
In seiner Junior-Saison war Washington zweitbester Scorer im Team mit 12,0 Punkte pro Spiel und durchschnittlich 6,5 Rebounds pro Spiel. Er kam zudem auf durchschnittlich 1,2 Steals und 1,0 Blocks pro Spiel.
Die Hokies beendete die Saison 2006–2007 mit einer Bilanz von 22-12 und in der ACC mit einer Bilanz von 10-6. Damit erreichten sie ihre erste NCAA-Tournament Teilnahme seit der Saison 1995–1996.
Virginia Tech musste in der ersten Runde gegen Illinois spielen. Die Hokies hatten acht Minuten vor Schluss einen 13-Punkte-Rückstand, gewannen am Ende aber dennoch mit 54-52. Die Virginia Tech verlor dann in der zweiten Runde gegen die Southern Illinois Salukis (Southern Illinois University Carbondale) mit 63-48.

### Senior Saison
Washington beendete seine Senior-Saison mit Karrierebestleistungen von 13,5 Punkten pro Spiel, 6,5 Rebounds pro Spiel und 2,3 Assists pro Spiel. Die Hokies beendete die Saison mit einer Bilanz von 22-14. Die Virginia Tech nahm am NIT teil und erreichte dabei das Viertelfinale.